# 3. deild karla 2017
3. deild karla 2017 (tiếng Anh: Hạng ba Nam) là mùa giải thứ năm của bóng đá hạng tư ở Iceland với thể thức thi đấu giải có 10 đội. Giải khởi tranh từ 12 tháng Năm và kết thúc vào 16 tháng Chín.

## Đội bóng
Giải có sự tham gia của 10 đội bóng. Trong đó 8 đội là từ mùa giải 2016, và có 4 đội mới gia nhập 3. deild karla:
- Ægir và KF xuống hạng từ 2. deild karla 2016, thay thế cho Tindastóll và Víðir là các đội đã thăng hạng 2. deild karla 2017
- Berserkir và KFG thăng hạng từ 4. deild karla 2016, thay thế cho KFR và KFS là các đội xuống chơi ở 4. deild karla 2017

## Câu lạc bộ mùa giải 2017
| Đội bóng        | Vị trí       | Sân vận động        | Mùa giải 2016          |
| --------------- | ------------ | ------------------- | ---------------------- |
| Berserkir       | Reykjavík    | Víkin               | 4. deild karla, thứ 1  |
| Dalvík/Reynir   | Dalvík       | Dalvíkurvöllur      | thứ 8                  |
| Einherji        | Vopnafjörður | Vopnafjarðarvöllur  | thứ 3                  |
| Kári            | Akranes      | Akranesvöllur       | thứ 4                  |
| KF              | Fjallabyggð  | Ólafsfjarðarvöllur  | 2. deild karla, thứ 12 |
| KFG             | Garðabær     | Samsung völlurinn   | 4. deild karla, thứ 2  |
| Reynir S.       | Sandgerði    | Sandgerðisvöllur    | thứ 6                  |
| Vængir Júpiters | Reykjavík    | Egilshöll           | thứ 7                  |
| Þróttur V.      | Vogar        | Vogavöllur          | thứ 5                  |
| Ægir            | Þorlákshöfn  | Þorlákshafnarvöllur | 2. deild karla, thứ 11 |

## Bảng xếp hạng
| VT | Đội             | ST | T  | H | B  | BT | BB | HS  | Đ  | Giành quyền tham dự hoặc xuống hạng |
| -- | --------------- | -- | -- | - | -- | -- | -- | --- | -- | ----------------------------------- |
| 1  | Kári (C, P)     | 18 | 13 | 4 | 1  | 54 | 16 | +38 | 43 | Thăng hạng 2. deild karla 2018      |
| 2  | Þróttur V. (P)  | 18 | 10 | 4 | 4  | 34 | 19 | +15 | 34 | Thăng hạng 2. deild karla 2018      |
| 3  | KFG             | 18 | 10 | 3 | 5  | 44 | 31 | +13 | 33 |                                     |
| 4  | Vængir Júpiters | 18 | 10 | 3 | 5  | 32 | 29 | +3  | 33 |                                     |
| 5  | KF              | 18 | 9  | 0 | 9  | 34 | 34 | 0   | 27 |                                     |
| 6  | Einherji        | 18 | 7  | 4 | 7  | 27 | 25 | +2  | 25 |                                     |
| 7  | Ægir            | 18 | 5  | 6 | 7  | 37 | 31 | +6  | 21 |                                     |
| 8  | Dalvík/Reynir   | 18 | 6  | 2 | 10 | 29 | 40 | −11 | 20 |                                     |
| 9  | Reynir S. (R)   | 18 | 3  | 4 | 11 | 13 | 42 | −29 | 13 | Xuống hạng 4. deild karla 2018      |
| 10 | Berserkir (R)   | 18 | 1  | 2 | 15 | 18 | 55 | −37 | 5  | Xuống hạng 4. deild karla 2018      |

## Kết quả
Mỗi đội thi đấu với mỗi đối thủ một trận sân nhà và một trận sân khách với tổng cộng 18 trận mỗi đội và có tất cả 90 trận đấu.
| Nhà \ Khách     | BER | DAL | EIN | KÁR | KFJ | KFG | REY | VÆN | ÞRV | ÆGI |
| --------------- | --- | --- | --- | --- | --- | --- | --- | --- | --- | --- |
| Berserkir       | —   | 1–2 | 4–0 | 1–9 | 1–3 | 1–5 | 0–1 | 3–4 | 0–2 | 0–3 |
| Dalvík/Reynir   | 4–1 | —   | 2–1 | 1–1 | 2–5 | 1–3 | 3–0 | 2–4 | 1–2 | 2–2 |
| Einherji        | 9–2 | 1–0 | —   | 1–1 | 2–0 | 1–3 | 0–0 | 0–1 | 1–1 | 2–1 |
| Kári            | 1–0 | 6–1 | 2–0 | —   | 6–1 | 2–1 | 4–1 | 3–1 | 0–1 | 0–0 |
| KF              | 2–1 | 3–1 | 0–1 | 0–4 | —   | 1–2 | 0–1 | 5–0 | 2–0 | 2–1 |
| KFG             | 5–1 | 1–3 | 0–0 | 1–5 | 5–1 | —   | 5–2 | 0–3 | 3–3 | 4–3 |
| Reynir S.       | 1–0 | 1–2 | 0–4 | 2–2 | 0–3 | 0–1 | —   | 0–0 | 2–3 | 0–4 |
| Vængir Júpiters | 0–0 | 2–0 | 3–1 | 0–2 | 5–3 | 1–0 | 4–1 | —   | 0–3 | 3–2 |
| Þróttur V.      | 2–0 | 3–1 | 1–2 | 1–2 | 2–0 | 1–3 | 5–0 | 1–1 | —   | 1–1 |
| Ægir            | 2–2 | 3–1 | 4–1 | 3–4 | 0–3 | 2–2 | 2–2 | 4–0 | 0–2 | —   |

## Danh sách ghi bàn
Tính đến các trận đấu diễn ra ngày 16 tháng 9 năm 2017.
| Thứ hạng | Cầu thủ                        | Câu lạc bộ      | Số bàn thắng |
| -------- | ------------------------------ | --------------- | ------------ |
| 1        | Alexander Már Þorláksson       | Kári            | 17           |
| 2        | Jonathan Hood                  | Ægir            | 13           |
| 3        | Aron Grétar Jafetsson          | KFG             | 11           |
| 3        | Todor Hristov                  | Einherji        | 11           |
| 3        | Jóhann Ólafur Jóhannsson       | KFG             | 11           |
| 6        | Andri Björn Sigurðsson         | Þróttur V.      | 9            |
| 7        | Guðmundur Garðar Sigfússon     | Ægir            | 8            |
| 8        | Tomislav Mišura                | Reynir S.       | 7            |
| 8        | Alexander Bjarki Rúnarsson     | Vængir Júpiters | 7            |
| 10       | Andri Júlíusson                | Kári            | 6            |
| 10       | Karel Sigurðsson               | Berserkir       | 6            |
| 10       | Ljubomir Delic                 | KF              | 6            |
| 10       | Fannar Daði Malmquist Gíslason | Dalvík/Reynir   | 6            |
| 10       | Tryggvi Magnússon              | Vængir Júpiters | 6            |